# Gunnar Pettersson (friidrottare)
Karl Gunnar Pettersson, född 10 oktober 1915 i USA, död 4 juli 2003 i Skogslyckans församling, Kronobergs län, var en svensk friidrottare (spjutkastning). Han tävlade för IFK Växjö och vann SM år 1947 och 1948.